# 朱辰傑
朱 辰傑（漢音読み：しゅ しんけつ、簡体字：朱辰杰、繁体字：朱辰傑、拼音：Zhū Chénjié、Zhu Chenjie、2000年8月23日 - ）は、中華人民共和国・上海市出身のサッカー選手。スーパーリーグ・上海申花所属。中国代表。ポジションはディフェンダー。

## 経歴

### 上海申花
2018年、上海申花のトップチームに昇格。2018年7月22日の河南建業戦で先発、17歳333日でクラブ史上最年少記録。9月30日の広州富力戦では1得点。2000年代生まれとして初めて中超で得点し、A代表デビューを飾った。2019年は中国サッカー協会の最優秀新人、ベスト11に選出されている。
2019年6月7日、フィリピン戦（2-0）でA代表デビュー。マルチェロ・リッピによってA代表の主力CBとして起用された。
2022年3月25日、カタールW杯アジア最終予選のサウジアラビア戦（1-1）でPKを決め、代表初ゴールを記録した。